# Pallor mortis
Pallor mortis (мртвачко бледило) је postmortem бледило до кога долази готово одмах након смрти (15–120 минута након што смрт наступи) услед недостатка капиларне циркулације кроз тело.
До бледила долази толико брзо након смрти да оно није од велике користи за одређивање времена смрти.